# ويليام روبنسون براون
ويليام روبنسون براون (بالإنجليزية: William Robinson Brown)‏ هو كاتب أمريكي، ولد في 17 يناير 1875 في بورتلاند في الولايات المتحدة، وتوفي في 4 أغسطس 1955 في دوبلين في الولايات المتحدة.